# Поцелуй вампира (фильм, 1988)
«Поцелуй вампира» (англ. Vampire's Kiss) — американский фильм 1988 года режиссёра Роберта Бирмана. Сценаристом картины выступил Джозеф Миньон, известный по сотрудничеству с Мартином Скорсезе.

## Сюжет
«Поцелуй вампира» — это трагическая история Питера Ло (Николас Кейдж), литературного агента, который медленно, но неуклонно сходит с ума. Ло — успешный бизнесмен, его жизнь — погоня за деньгами и престижем днём и походы по клубам ночью. Эти ночные вылазки помогают ему хоть как-то скрасить его скучное существование.
Фильм открывается сценой беседы главного героя со своим психотерапевтом, доктором Глейсер (Элизабет Эшли), в ходе которой становится ясно, что Ло уже не вполне здоров. Его речь становится всё более напыщенной и театральной, что в итоге пугает даже врача.
Затем следует ретроспективная сцена, в которой показывается, как во время одной из своих ночных прогулок Питер встречает привлекательную девушку по имени Рейчел (Дженнифер Билз). Зрителю остаётся неизвестным, существует Рейчел в действительности или же является порождением больного воображения главного героя; так или иначе, во время сексуальной близости девушка кусает Питера за шею и пьёт его кровь.
После этого Питер начинает чувствовать, что изменяется, но не может понять, как именно. Вспомнив о том, что Рейчел укусила его, он приходит к выводу, что становится вампиром. Он начинает творить безумные вещи: постоянно носит солнцезащитные очки, спит под диваном, избегает дневного света, боится крестов и даже ест комнатных тараканов подобно Ренфилду из «Дракулы». В какой-то момент Питеру мерещится, будто он не отражается в зеркале, словно вампир. 
На работе Ло терроризирует свою секретаршу, нерешительную латиноамериканку Альву. Мужчина заставляет её долгими часами искать в папках неактуальный контракт, при этом постоянно оскорбляет и унижает. Когда девушка притворяется больной, чтобы избежать встречи с ненавистным начальником, он является к ней домой и принудительно увозит в офис. Когда Альва, наконец, находит злополучный контракт, Питер заявляет, что уже поздно, затем нападает на секретаршу и насилует ее. Осознав, что он натворил, Ло раскаивается и пытается застрелиться из пистолета Альвы, заряженного холостыми патронами, а после неудачи решает, что стал бессмертным. Как и ранее, он продолжает видеть насмешливый образ Рейчел, которая «навещает» его ради очередной порции крови. 
После преступления отчаявшийся Питер звонит доктору Глейсер, чтобы записаться на внеочередной прием. Женщина назначает самое раннее доступное время, но от ее внимания ускользает факт того, что пациенту требуется срочная помощь.
Заключительная часть фильма демонстрирует зрителю окончательно потерявшего связь с реальностью героя. Он покупает пластиковые накладные клыки и подражает театральным движениям графа Орлока из фильма «Носферату. Симфония ужаса». Не снимая клыков, безумец отправляется в ночной клуб, где убивает девушку в попытке выпить ее кровь. В том же клубе Питер вновь встречает Рейчел и громогласно обвиняет её в том, что она заразила его вампиризмом; девушка признаёт, что знает Ло, но отрицает, что они состояли в каких-либо отношениях. Дебошира выставляют из клуба, и он отправляется бродить по улицам Нью-Йорка в запачканном кровью офисном костюме. Главный герой уже настолько помешался, что зрителю сложно понять, где заканчивается реальность и начинаются шизофренические галлюцинации. 
В конце концов Эмилио, брат изнасилованной Альвы, находит Питера в его же квартире. Измученный душевнобольной не желает жить; он приставляет к груди обломок доски, и разъяренный латиноамериканец вонзает его в героя, словно осиновый кол в сердце вампира. Питер Ло умирает.

## В ролях
- Николас Кейдж — Питер Ло
- Мария Кончита Алонсо — Альва Рестрепо, секретарша Питера
- Дженнифер Билз — вампирша Рейчел
- Элизабет Эшли — доктор Глейсер, психотерапевт Питера
- Кейси Леммонс — Джеки, бывшая девушка Питера
- Боб Лухан — Эмилио, брат Альвы